# Óscar Arce
Óscar Darío Arce Valenzuela (Unguía, Chocó, Colombia, Santamaría. 15 de febrero de 1990) es un futbolista colombiano que juega como defensa en el Atenas de la Primera División de Uruguay.

## Biografía
Después de conformar las selecciones infantiles de Unguía, empezó a soñar en el semillero Urabá Junior gracias al apoyo del formador Pedro Pablo Palacio. A los 16 años llegó a Uruguay para jugar en Club Atlético Juventud de Las Piedras, donde arrancó la carrera profesional.

## Clubes
| Club                 | País     | Año             |
| -------------------- | -------- | --------------- |
| Juventud             | Uruguay  | 2008 - 2010     |
| La Equidad           | Colombia | 2010 - 2011     |
| Uniautónoma          | Colombia | 2012            |
| Rampla Juniors       | Uruguay  | 2012 - 2013     |
| FC Brasov            | Rumania  | 2013            |
| Atlético Bucaramanga | Colombia | 2014            |
| Atenas               | Uruguay  | 2015 - Presente |